# VI. Gamáliel
VI. Gamáliel (370 körül – 426 után) ókori zsidó nászi (fejedelem) körülbelül 400-tól 426-ig.
Hillél leszármazottjai közül egyenes ágon Palesztinában ő volt az utolsó pátriárka. Feljegyezték róla, hogy barátságos hitvitákat rendezett zsidók és keresztények közt, illetve kiváló orvos hírében állt. Az 5. századi Cnaeus Marcellus Empiricus római orvosi író említi, hogy a lépfene orvosságát Gamáliel pátriárka találta fel. Lemondatása 426-ban azért történt meg, mert nem engedelmeskedett a császári rendeletnek, amely eltiltotta az újabb zsinagógák építését. Ezzel együtt a császári parancs megszüntette magát a pátriárkátus intézményét is, és a diaszpórából odafizetett zsidó önkéntes adót is ekkor alakították át római adóvá.